# Гавручей
Гавручей — ручей в России, протекает по территории Пяльмского и Куганаволокского сельских поселений Пудожского района Республики Карелии. Длина ручья — 13 км.

## Общие сведения
Ручей берёт начало из болота без названия на высоте выше 145 м над уровнем моря и далее течёт преимущественно в северо-восточном направлении по заболоченной местности.
Ручей в общей сложности имеет четыре малых притока суммарной длиной 8,5 км.
Устье ручья находится на высоте 137 м над уровнем моря в 5,3 км по правому берегу реки Нижней Охтомы, впадающей в Водлозеро.
Населённые пункты на ручье отсутствуют.
Код объекта в государственном водном реестре — 01040100412202000016224.